# Длиннокрылый попугай Рюппеля
Длиннокрылый попугай Рюппеля (лат. Poicephalus rueppellii) — птица семейства попугаевых.

## Внешний вид
Длина тела 22—24 см, хвоста 6 см; вес — 121—156 г. Основная окраска оперения оливково-серая. Нижняя часть тела с синевато-зелёным оттенком. Грудь и ушки с серым оттенком. На сгибе крыла имеется большое жёлтое пятно, такого же цвета и нижняя часть «штанишек». Клюв чёрный. Лапы серые. Радужка красно-оранжевая. У самки спина и надхвостье голубые, подхвостье светло голубое.

## Распространение
Обитает в Намибии и на юге Анголы.

## Образ жизни
Населяет колючие кустарниковые саванны, пролески, сухие полуаридные заросли до высоты 1400 м над уровнем моря.
Назван в честь немецкого натуралиста и исследователя Эдуарда Рюппеля.